# Парол (Мериленд)
Парол (енгл. Parole) насељено је место без административног статуса у америчкој савезној држави Мериленд.

## Демографија
По попису из 2010. године број становника је 15.922, што је 1.891 (13,5%) становника више него 2000. године.
| Група             | 2000.          | 2010.          |
| Белци             | 12.546 (89,4%) | 13.658 (85,8%) |
| Афроамериканци    | 910 (6,5%)     | 1.056 (6,6%)   |
| Азијати           | 215 (1,5%)     | 427 (2,7%)     |
| Хиспаноамериканци | 219 (1,6%)     | 535 (3,4%)     |
| Укупно            | 14.031         | 15.922         |